# Felicidad nacional bruta

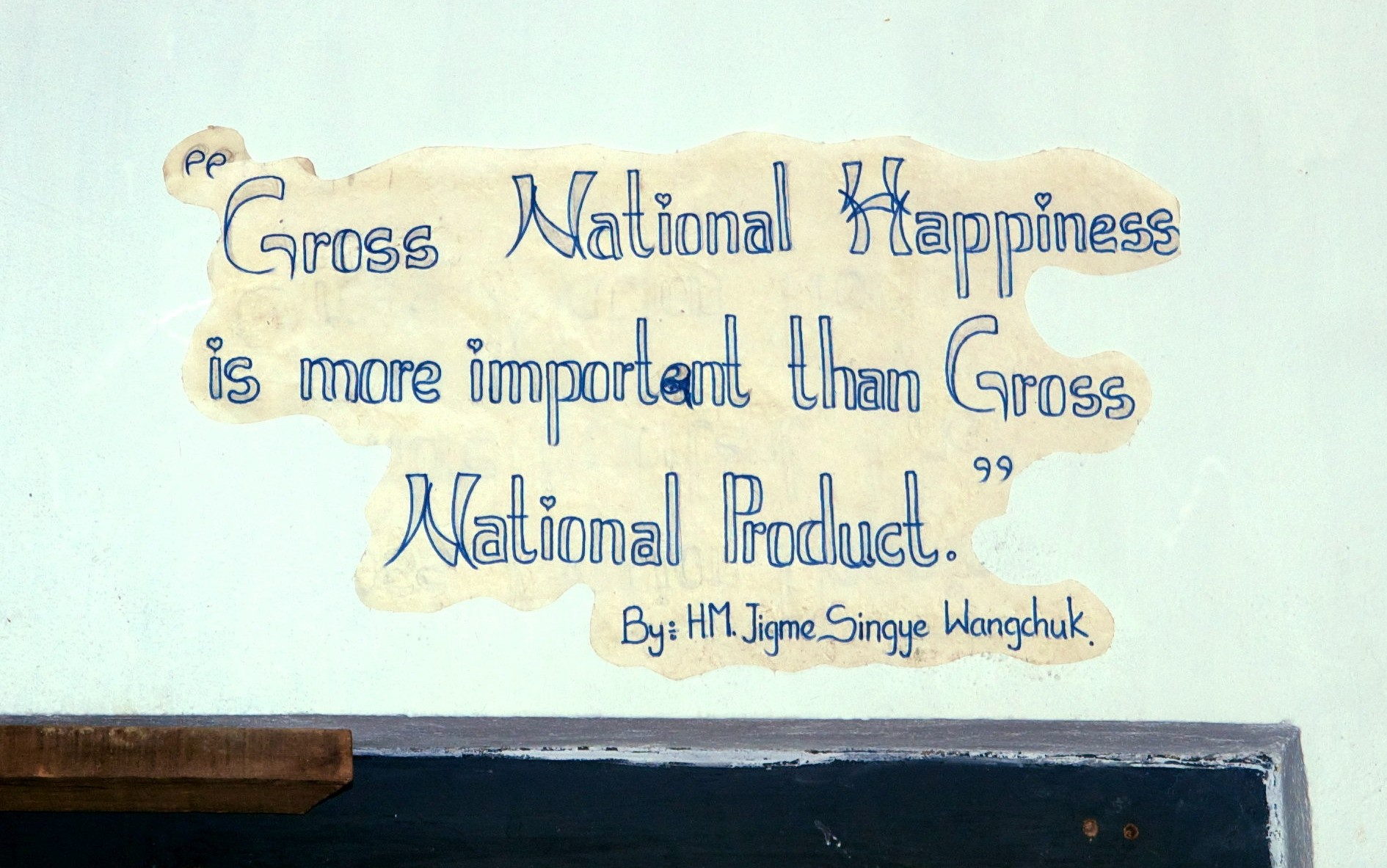
Eslogan de la Felicidad Nacional Bruta en la Escuela de Artes Tradicionales de Timbu.

La felicidad nacional bruta (FNB) o felicidad interna bruta (FIB) es un indicador que mide la calidad de vida en términos más holísticos y psicológicos que el producto interno bruto (PIB).
El término fue propuesto por Jigme Singye Wangchuck, rey de Bután, en 1972, como respuesta a las críticas de la constante pobreza económica de su país. Este concepto se aplicaba a las peculiaridades de la economía de Bután, cuya cultura estaba basada principalmente en el budismo.
Mientras que los modelos económicos convencionales observan el crecimiento económico como objetivo principal, el concepto de FNB se basa en la premisa que el verdadero desarrollo de la sociedad humana se encuentra en la complementación y refuerzo mutuo del desarrollo material y espiritual. Los cuatro pilares de la FNB son: la promoción del desarrollo socioeconómico sostenible e igualitario, la preservación y promoción de valores culturales, la conservación del medio ambiente y el establecimiento de un buen gobierno.

## Indicadores cuantitativos y cualitativos
La FNB no posee una definición cuantitativa. La FIB es una condición cualitativa que es comparada discutidamente con el Indicador Genuino de Progreso, que, al contrario del PIB, califica el bienestar y la felicidad. Las dos medidas coinciden, sin embargo, en que valores subjetivos como el bienestar son más relevantes e importantes que los valores objetivos como el consumo. No puede ser medido directamente, pero sí los factores que lo alteran.
La medición se realiza a través de un cuestionario de 180 preguntas que considera 9 dimensiones:
1. Bienestar psicológico
2. Uso del tiempo
3. Vitalidad de la comunidad
4. Cultura
5. Salud
6. Educación
7. Diversidad medioambiental
8. Nivel de vida
9. Gobierno

Según Daniel Kahneman, Nobel de Economía, el indicador se mide con una nueva técnica llamada método de reconstrucción del día. Consiste en la recolección de memorias del día de trabajo previo a través de un simple diario.